# Liz Wahl
Liz Wahl (Subic Bay haditengerészeti bázis, Fülöp-szigetek, 1985. május 27. –) amerikai riporternő és újságíró.
Az orosz kormány által pénzelt Russia Today (RT) tévécsatorna tudósítója volt 2011 és 2014 között, de ismertségét főképp annak köszönheti ahogy élő adásban felmondott amiatt, ahogy a csatorna a Krím félsziget és Ukrajna oroszok általi elfoglalását tálalta.

## Életpályája
Wahl a fülöp-szigeteki Subic tengeri bázison született, édesanyja filippínó,
apja magyar származású amerikai. Édesanyja halála után – aki öccse születésekor hunyt el – családja az Egyesült Államokba költözött, gyerekkorát Connecticutben töltötte. A Fairfield egyetemen (Jezsuita egyetem Connecticutben) végzett, de egyetemi évei alatt is a helyi rádiók hírműsoraival ismerkedett és ott gyakornokoskodott.
Iskolái elvégzése után egy helyi rádiónál volt hírszerkesztő és producer, majd egy ettől több ezer kilométerre működő hírrádióhoz került Saipanon (az Északi-Mariana-szigetek egyik tagja).
2011-ben kereste fel egy „nemzetközi hírhálózat”, az RT, ami azt ígérte, hogy a fősodorbeli média által elhallgatott híreket segít megszólaltatni, hangot adni azoknak, akiket nem engednek megszólalni, ami egybe esett Wahl vágyaival. Több, mint 2 évet dolgozott az RT amerikai leányvállalatánál. 2014-ben úgy érezte (a Krím és Ukrán támadások hírei kapcsán) hogy a csatorna az alternatív hírközvetítőből egy teljesen propagandamédiává alakult és ekkor döntött úgy, hogy lemond.
Az apai nagyszülei az 1956-os forradalmat követő szovjet megszállás elől menekültek Magyarországról az Egyesült Államokba.  
Walh nagyszülei tapasztalataira, mint fontos tényezőre hivatkozott az RT csatorna Ukrajna Oroszország általi megszállásáról szóló hírértelmezései
miatti felmondásakor, melyet az RT élő adásában hozott nyilvánosságra.

## Felmondás az RT America-nál
2014. március 5.-én, egy nappal azután hogy az RT-t élő adásban érte kritika a Krím félsziget megtámadása kapcsán leadott hírek tálalása miatt Wahl – miután felvette a kapcsolatot a amerikai nemzeti szellemiségű, emellett az emberi jogokat és a demokratikus rendszereket támogató Foreign Policy Initiative tagjával, Jamioe Kirchickkel, 
aki a történet nyilvánosságra hozatalával kapcsolatban nyújtott segítséget – elő adásában eltért az előre megírt szövegtől és lemondott miután élesen kritizálta munkaadójának eljárásait.
Az RT America hivatalos válaszában Liz Wahl cselekményét „nem több, mint egy önreklám”-ként kommentálta.
Liz Wahl felmondásának felvétele azonnal vírusvideóként terjedt, több milliós YouTube nézettséggel. Három nagy amerikai tévétársaság is riportot készített vele (CNN, Fox News és MSNBC), meghívták a The View (az ABC csatorna többszörös Daytime Emmy-díjas műsora), Anderson Cooper és Stephen Colbert beszélgetőshowba további interjúkra.
Barbara Walters (a The View alapítója) eredetileg kritikusan értékelte Wahl cselekményét, mondván hogy nem kellene őt hősként kezelni, de időközben felülvizsgálta véleményét és dicsérte Wahl erőfeszítéseit.
A Politico hálózat publikálta Wahl első kézből származó részletes történetét a kezdeti karrierjéről, arról, hogy hogyan került az RT-hez, azokról a frusztrációkról melyek az orosz fenntartású csatornánál érték és melyek felmondásához vezettek.
2014-ben Sara Firth, az RT London Bureau tudósítója mondott fel Wahl-hoz hasonló indokok miatt.

## Munkája az RT után
Felmondása után számos országban szólalt fel a digitális kor hamis hírei ellen, a demokrácia mellett.
2015 óta Liz Wahl a Newsy tudósítója.[forrás?]
2019 januárjában Wahl bejelentette, hogy indulni szándékozik a 2020-as képviselőházi választásokon Texas állam 23-as kerületében, a demokrata párt színeiben.